# لیوبا کربووا
لیوبا کربووا (چکی: Ljuba Krbová؛ زادهٔ ۵ ژوئیهٔ ۱۹۵۸) بازیگر اهل جمهوری چک است.
از فیلم‌ها یا برنامه‌های تلویزیونی که وی در آن نقش داشته‌است، می‌توان به سه شهریار و خیابان اشاره کرد.